# 湯健萍
湯健萍，香港資深編劇，現為無綫電視編劇／編審。1980年代加入無綫電視任職編劇。於1996年被升任編審，首部編審劇集是《真情》。

## 編審／編劇列表

### 電視劇（無綫電視）
- 1990年：《烏金血劍》編劇
- 1994年：《射鵰英雄傳》編劇
- 1995-1999年：《真情》編劇+編審
- 2000年：《創世紀II天地有情》編審（周旭明、司徒錦源、歐冠英、梁敏華合編）
- 2002年：《無考不成冤家》編劇
- 2003年：《智勇新警界》編審+編劇（薛家華合編）
- 2013年：《法網狙擊》編審+編劇（伍立光合編）
- 2013年：《耀舞長安》編審+編劇（劉彩雲合編）、《On Call 36小時II》編審（林忠邦合編）
- 2015年：《八卦神探》編審（盧美雲、林忠邦合編）、《以和為貴》編劇
- 2015-16年：《愛·回家 (第二輯)》編審+編劇（蕭朗、徐達初合編）
- 2017年：《燦爛的外母》編審+編劇（蔡淑賢合編）
- 2018年：《平安谷之詭谷傳說》編審+編劇（蔡淑賢合編）、《翻生武林》編審+編劇（黃秉怡合編）
- 2019年：《多功能老婆》編審（陳寶華合編）
- 2019-2020年：《愛·回家之開心速遞》編審（第741-1068集，第916集除外）（李綺華、袁寶慧、翁善瑩合編）
- 2020年：《大醬園》編審
- 2021年：《大步走》編審（盧美雲合編）
- 2022年：《童時愛上你》編審+編劇（盧美雲合編）
- 未播映：《奪命提示》編審（與譚劍偉、梁恩東合作）

### 電視劇（中國大陸）
- 2005年：《聊齋》